# قتل‌های زنجیره‌ای ایران
قتل‌های زنجیره‌ای، به کشتار برخی از شخصیت‌های سیاسی و اجتماعیِ منتقد نظام جمهوری اسلامی در دههٔ هفتاد خورشیدی، در داخل و خارج از ایران، گفته می‌شود که به گفتهٔ برخی از منابع، با فتوای برخی از روحانیون بلندپایه و به دست پرسنل وزارت اطلاعات در زمان وزارت علی فلاحیان (وزیر اطلاعات دوران ریاست‌جمهوری هاشمی رفسنجانی) و قربانعلی دری نجف‌آبادی (اولین وزیر اطلاعات در دولت محمد خاتمی) انجام شد. این قتل‌ها از سال ۱۳۶۹ تا ۱۳۷۷ ادامه داشتند.
وزارت اطلاعات در اطلاعیه‌ای، عوامل قتل‌ها را شماری از پرسنل وزارت اطلاعات نامید که به گفته آنها «همکاران کج‌اندیش و خودسر» بودند که «آلت دست عوامل پنهان و مطامع بیگانگان شده‌اند». محمد خاتمی رئیس‌جمهور وقت، تیمی خارج از وزارت اطلاعات و بدون حضور وزیر وقت را مسئول رسیدگی به پرونده کرد. این تیم پس از یک ماه تحقیق، دست داشتن مقامات بلندپایه وزارت اطلاعات در قتل‌ها را اعلام و عوامل را دستگیر کرد. دری نجف‌آبادی وزیر وقت اطلاعات، بلافاصله توسط خاتمی برکنار و علی یونسی جایگزین وی شد.
دادگاه قتل‌های زنجیره‌ای پس از توقیف مطبوعات در بهار ۷۹، دستگیر و زندانی کردن روزنامه‌نگاران پیگیر موضوع (اکبر گنجی و عمادالدین باقی) بدون حضور هیئت منصفه و در حالی که خانوادهٔ مقتولان در اعتراض به نحوهٔ رسیدگی در جلسات دادگاه، حضور نیافتند، با محکوم کردن عوامل وزارت اطلاعات به چند سال زندان، بسته شد. سعید امامی نیز که اعلام شده بود که متهم اصلی این پرونده است، به طرز مشکوکی در مدت بازداشت درگذشت.
گرچه در مجموع قتل‌ها در طول چندین سال، اتفاق افتاده، قربانیان این قتل‌ها بیش از ۸۰ نفر از نویسندگان، مترجمان، شاعران، کنش‌گرایان سیاسی و شهروندان عادی بودند که با روش‌های گوناگونی مانند تصادف خودرو، ضربات چاقو، تیراندازی در سرقت‌های مسلحانه و تزریق پتاسیم به منظور شبیه‌سازی حمله قلبی به قتل رسیدند. مجموعه این قتل‌ها، در پاییز و زمستان سال ۱۳۷۷ (۱۹۹۸ میلادی) و هنگام به قتل رسیدن داریوش فروهر، پروانه اسکندری و سه نویسندهٔ مخالف نظام، در عرض ۲ ماه به عنوان یک بحران جدی مطرح شدند.
بسیاری بر این باورند که قتل‌ها، به منظور ایجاد مانع برای تلاش محمد خاتمی و اصلاح‌طلبان و پشتیبانانش، برای ایجاد فضای باز سیاسی و فرهنگی و برقراری آزادی بیان در کشور صورت گرفته‌اند و افرادی که در این زمینه مقصر شناخته شده‌اند، خود قربانیانی بودند که از مقامات بالای نظام دستور می‌گرفتند. و طی سالهای متمادی در داخل وزارت اطلاعات، ساز و کاری رسمی تثبیت شده بود که هدف آن قتل مخفیانه و فراقانونی افرادی بود که این وزارتخانه، وجودشان را برای امنیت کشور مضر تشخیص می‌داد. با این وجود، بنیادگرایان یا جناح حاکم در کشور، که مخالف جدی دگراندیشان و اصلاح‌طلبان محسوب می‌شوند، عاملان قتل‌ها را «ابرقدرت‌های خارجی» و به‌خصوص اسرائیل دانستند که از آن جمله می‌توان به اولین واکنش سید علی خامنه‌ای در نماز جمعهٔ تهران، که قتل‌ها را به دشمنان خارجی منسوب کرد، اشاره کرد. پس از این گفته‌ها، فیلمی از چند نفر از دستگیرشدگان قتل‌های زنجیره‌ای برای مسئولان ارشد کشوری پخش شد که در آن حکایت از همکاری آنها با موساد، سیا و اف بی آی داشت، اما سپس با پخش شدن فیلم دیگری که نشان از شکنجه شدید این زندانیان برای اخذ اعترافات عجیب دارد، رسوایی دیگری برای دستگاه امنیتی جمهوری اسلامی به وجود آمد. همچنین، روزنامهٔ سلام در ۱۵ تیر ۱۳۷۸ نامه‌ای محرمانه از سعید امامی را منتشر ساخت که با ذکر نام یکی از افرادی که بعدا کشته شد، خواستار اعمال محدودیت بیشتر برای وی شده بود. روزنامهٔ سلام به دلیل انتشار این نامهٔ تعطیل گشت که این نیز منجر به وقایع هجده تیر ۱۳۷۸ و بحران دیگری برای حاکمیت جمهوری اسلامی شد.
مجموعه افشاگری‌ها که در روند قتل‌های زنجیره‌ای در دستگاه امنیتی جمهوری اسلامی رخ داد، منجر به این امر شد که هسته مرکزی قدرت کوشید در فرآیندی چندساله، سازمان اطلاعات سپاه را که مصون از ورود و نظارت دستگاه‌های انتخابی بود، در بسیاری از موارد جایگزین وزارت اطلاعات کند.
بیش از دو دهه پس از وقوع قتل‌های پاییز ۱۳۷۷ این موضوع، دوباره تازه شد. در سال ۱۳۹۸ اظهارات تازه مصطفی پورمحمدی و پاسخ محمد نیازی به او، دوباره این ماجرا را به صدر خبرها برد. پورمحمدی، بیست سال بعد از آن زمان مطرح کرد که آن افراد، خودسر نبوده‌اند، و سخنان او با واکنش محمد نیازی-که در آن دوره رئیس سازمان قضایی نیروهای مسلح بود-روبه‌رو شد.
به هر روی، به گفته مصطفی پورمحمدی، یکی از اعضای «هیئت مرگ (کمیته اعدام)» در قتل‌عام ۱۳۶۷، قتل‌های زنجیره‌ای خودسرانه نبوده؛ بلکه از درون نظام جمهوری اسلامی، انجام شده است. از این رو همهٔ متهمان، با وجود گرفتن حکم کیفری، آزاد می‌باشند.
اگر چه اصلاح‌طلبان نقش اصلی در افشا شدن این قتل‌ها انجام دادند و حاصل کارشان نیز اطلاعیه پانزدهم دی‌ماه وزارت اطلاعات شد ولی از سوی دیگر خود نیز عامل پنهان کردن بخش مهمی از حقیقت قتل‌های زنجیره‌ای شدند و عملاً تمامی جوانب قتل‌های زنجیره‌ای را آشکار نکردند و گستره آن را تا جای ممکن محدود کردند.

## افشای قتل‌ها
داریوش فروهر (رهبر حزب ملت ایران) و همسرش پروانه اسکندری عصر ۱ آذر سال ۱۳۷۷ در منزل شخصی‌شان واقع در محلهٔ فخرآباد تهران با ضربات چاقو به قتل رسیدند و جسدشان به نحو فجیعی مثله شد. به گفته برخی روزنامه‌نگاران پستان‌های پروانه اسکندری بریده شده بود. در روزهای ۱۲ و ۱۸ آذر، جسد دو نویسندهٔ دیگر محمد مختاری و محمدجعفر پوینده پس از چند روز بی‌خبری در جاده‌های اطراف شهر و جسد معصومه مصدق (نوه مصدق که تازه به کشور بازگشته بود) در منزل شخصی‌اش پیدا شد.
با توجه به بازبودن نسبی فضای مطبوعاتی و سیاسی ایران در آن دوره نسبت به سال‌های قبل، افشای این قتل‌ها بازتاب‌هایی در داخل و خارج از کشور داشت و رسانه‌های بین‌المللی آن را چالشی بزرگ در مسیر اصلاحات در ایران دانستند.

## گمانه‌زنی‌های نخستین
تا پیش از روشن شدن نقش وزارت اطلاعات در قتل‌های زنجیره‌ای و در کل دوره‌ای که رسانه‌های منتقد و اصلاح طلب احتمال دست داشتن نیروهای حکومتی در قتل‌ها را مورد اشاره قرار می‌دادند، هیچ‌کدام از نشریات یا فعالان محافظه‌کار چنین احتمالی را مطرح نکرده بود. در طول همین مدت، گمانه زنی‌هایی گسترده در سطح نشریات و محافل محافظه کار ایران مطرح می‌شد که قتل‌ها را به عاملانی غیر از وزارت اطلاعات ایران نسبت می‌دادند.
جمعیت مؤتلفه اسلامی در روزنامه آریا در تاریخ ۱۰ آذر ۱۳۷۷ احتمال داد که قتل‌ها نتیجه نوعی تصفیه‌های درون گروهی باشد. مسعود ده‌نمکی از چهره‌های انصار حزب‌الله، در روزنامه ایران در تاریخ ۲۳ آذر ۱۳۷۷، به نیروهای امنیتی و اطلاعاتی توصیه کرد که عاملان قتل‌ها را از میان دگراندیشان پیدا کنند. جمعیت ایثارگران انقلاب اسلامی در ۲۶ آذر همان سال با صدور بیانیه‌ای باند سید مهدی هاشمی را یکی از متهمان احتمالی قتل‌ها دانست، و سه هفته بعد در ۱۷ دی ۱۳۷۷، روزنامه کیهان خبری در مورد ارتباط یکی از دستگیرشدگان در رابطه با قتل‌های زنجیره‌ای با باند مهدی هاشمی منتشر کرد. روزنامه جمهوری اسلامی در ۲۳ آذر خبر داد که دستگاه‌های امنیتی ایران فهمیده‌اند که قتل‌ها توسط دستگاه‌های جاسوسی خارجی و با هدف خدشه دار کردن چهره نظام جمهوری اسلامی ایران انجام شده است. محمدرضا باهنر، عضو هیئت رئیسه مجلس پنجم، اعلام کرد که عاملان قتل‌ها یا به گروه مهدی هاشمی و جریانات قم ارتباط دارند یا به سازمان مجاهدین خلق ایران یا تحت تأثیر سرویس‌های اطلاعاتی خارجی بوده‌اند. روزنامه قدس وابسته به آستان قدس رضوی و روزنامه جمهوری اسلامی نیز سازمان مجاهدین خلق را متهم اصلی پرونده معرفی کردند. حبیب‌الله عسگراولادی در تحلیلی متفاوت، قتل‌های زنجیره‌ای را کار کردهای طرفدار ترکیه و مخالفان عبدالله اوجالان دانست. در ۲۱ دی همان سال، روح‌الله حسینیان در ادعایی خبرساز، عاملان قتل‌ها را از طرفداران جناح اصلاح‌طلب و هواداران رئیس‌جمهور محمد خاتمی معرفی کرد.
سعید امامی در اعترافاتش گفته بود قتل‌های زنجیره‌ای کار سپاه بوده است.

### پیگیری قتل‌های زنجیره‌ای در مطبوعات
قتل‌های زنجیره‌ای از زمان برملا شدن تا سال‌ها بعد، فضای مطبوعاتی ایران را کاملاً تحت تأثیر خود قرار داد و نشریات زیادی از طیف‌های سیاسی گوناگون به این قتل‌ها پرداخته و همچنان می‌پردازند. در حالی که نگاه مطبوعات اصلاح‌طلب به عاملان داخلی و حکومتی قتل‌ها بود، روزنامه‌های راست‌گرا کوشیدند تا عوامل این قتل‌ها را غیر حکومتی یا بنابر تحلیل مورد نظر رهبر ایران، آن‌ها را عامل بیگانگان و دشمنان و مخالفان نظام جمهوری اسلامی معرفی کنند.
دو روزنامه خرداد و صبح امروز بیشترین تحلیل‌ها و اخبار مربوط به ماجرای قتل‌های زنجیره‌ای را منتشر کردند و در حالی که ابعاد گسترده این قتل‌ها نمایان می‌شد، آن را به پرونده‌ای ملی تبدیل نمودند.
سعید حجاریان، مدیرمسئول روزنامه خرداد می‌گوید که ما تلاش کردیم تا هیچ شماره‌ای از روزنامهٔ صبح امروز بدون مطلبی پیرامون قتل‌های زنجیره‌ای منتشر نشود. انتشار پیاپی اخبار و سلسله مقالاتی از اکبر گنجی و عمادالدین باقی، در این میان بسیار اثرگذار بود.
در ۸ آذر ۱۳۷۷، روزنامه رسالت خبر از دستگیری چند نفر در ارتباط با قتل فروهرها داد و آن‌ها را از نزدیکان و افرادی که به خانه وی رفت‌وآمد داشته‌اند، معرفی کرد.
۱۰ آذر ۱۳۷۷، حسین شریعتمداری در سرمقاله روزنامه کیهان نوشت که عاملان این جنایت را در میان دوستان و آشنایان فروهر هستند که افراد وابسته به جریان‌های مخالف نظام، عناصر ضدانقلاب، خبرنگاران رادیوها و رسانه‌های بیگانه بوده‌اند و رابطه قاتل یا قاتلان با سرویس‌های جاسوسی آمریکا و دنباله‌های داخلی آن‌ها کشف خواهد شد.
در ۲۴ آذر ۱۳۷۷، روزنامه کیهان به نقل از سید علی خامنه‌ای نوشت که دخالت مستقیم یا غیرمستقیم دشمن در این حوادث آشکار خواهد شد؛ و از اینکه عده‌ای نظام جمهوری اسلامی را در این قتل‌ها شریک می‌دانند انتقاد کرد.
در ۱ دی ۱۳۷۷، روزنامه جمهوری اسلامی قتل‌ها را با سازماندهی سازمان سیا دانست که هدف آن احیای کانون نویسندگان می‌باشد، تا بتوانند با گرفتن مجوزِ فعالیتِ مجدد، از این کانون به عنوان اهرم بزرگ فرهنگی غرب در این کشور استفاده کنند.
در ۶ دی نیز همین روزنامه نوشت که این قتل‌ها توطئه‌ای است که نیروهای امنیتی نظام، در معرض حمله قرار گیرند و به سهل‌انگاری، سوء مدیریت، ناتوانی و بی‌کفایتی متهم شوند. تا ساختار امنیتی کشور از حالت فعال خارج شده و در موضع انفعالی قرار گیرد.
در ۲ دی‌ماه ۱۳۷۷، روزنامه رسالت با انتشار یادداشتی از محمدکاظم انبارلوئی قتل‌های زنجیره‌ای را کار عاملان سازمان سیا و پنتاگون دانست که در پوشش گروه‌های توریستی به تهران رفت‌وآمد دارند.
در ۱۵ دی‌ماه ۱۳۷۷، پس از انتشار اطلاعیه گروه فدائیان اسلام ناب محمدی مصطفی نواب توسط روزنامه صبح امروز و درخواست روزنامه سلام برای شناسایی عوامل امنیتی داخلی دخیل در قتل‌ها، وزارت اطلاعات با انتشار اطلاعیه‌ای اعلام کرد «معدودی از همکاران مسئولیت ناشناس، کج اندیش و خودسر این وزارت که بی شک آلت دست عوامل پنهان قرار گرفته و جهت مطامع بیگانگان دست به این اعمال جنایتکارانه زده‌اند».

### کمیته تحقیق خاتمی
با توجه به حساسیت شدید جامعه نسبت به قتل‌ها و وعدهٔ خاتمی برای مجازات عاملان آن، بلافاصله به دستور سید محمد خاتمی رئیس‌جمهور وقت، کمیته‌ای ویژه، مرکب از علی یونسی، رئیس وقت سازمان قضایی نیروهای مسلح؛ سرمدی (که در منابع گوناگون، با نام‌های ناصر، حمید و علی، از وی یاد شده است)، معاون وزیر اطلاعات، و علی ربیعی، مسؤول اجرایی دبیرخانه شورای عالی امنیت ملی، مسئول پیگیری قتل‌ها شدند.
عبدالله ناصری مشاور وقت خاتمی در این مورد می‌گوید «افشاگر اصلی که به گوش آقای خاتمی و دولت و شورایعالی امنیت رساند، چندتن از مدیران اصلاح طلب وزارت اطلاعات بودند و بعضاً غیر مدیرانی که از نیروهای قدیمی وزارت اطلاعات بودند و آدم‌های سالم و اصلاح طلبی هم بودند. آنها گرای اولیه را دادند و بعد آقای خاتمی هیاتی تعیین کرد؛ ابتدا مسجل شد قتل‌های زنجیره‌ای توسط ادارهٔ کل امنیت داخلی وزارت اطلاعات صورت گرفته و حتی آقای دری هم به‌طور ضمنی در جریان قرار گرفته بوده؛ بعد از قتل این افراد، علت اینکه علی‌رغم مخالفت‌ها، آقای خاتمی پا در کفش کرده و اصرار کرد که آقای دری نجف‌آبادی باید عزل شود هم همین بود.»
علی ربیعی یکی از اعضای کمیته تحقیق خاتمی پیرامون چگونگی شناسایی و دستگیری متهمان می‌گوید:
«ما به افراد عمده این گروه یعنی مهرداد عالیخانی و سعید امامی (اسلامی)، بدون تردید شک داشتیم و حدس قوی می‌زدیم که قتل‌ها کار آن‌هاست؛ بنابراین برنامه‌ای در یک جلسه ریخته شد که من یقین داشتم به گوش سعید امامی (اسلامی) می‌رسد. در آن جلسه گفتیم که قرار است در چند روز آینده این افراد دستگیر شوند و اتفاقاً با آقای یونسی نیز هم‌نظر بودیم. بحث بازداشت به ضعیف‌ترین این حلقه، فشار وارد کرد و به نظر من موسوی حلقه ضعیف آن‌ها بود. این‌ها می‌خواستند مسئله را سریع‌تر بگویند که بله این کار را که کردیم تشکیلاتی بود و این، آن‌ها را شکست. ساعت حدود ۱۲ شب بود که بنده در منزل بودم و کسی زنگ زد و گفت با شما کار دارند. رفتم دم در و دیدم که بله! یکی از همین متهمان به در منزل آمده است. با وی قرار گذاشتم که فردا به اداره بیاید و بعد با هم صحبت کنیم. او صبح به اداره آمد و ماجرای قتل‌ها را به من گفت. حدود سه ساعت از ۹ صبح تا یک بعد از ظهر بخشی از این مسائل را این فرد گفت. من همان‌جا به آقای خاتمی تلفن زدم که به نظر من قصه روشن و باز شده است. حداقل این است که بخش‌های عمده‌ای از حدسیات ما درست بوده و می‌توان آن را پیگیری قضایی کرد».
متهمان که از مقامات رده‌بالای وزارت اطلاعات بودند، برای تکمیل پرونده و محاکمه تحویل سازمان قضایی نیروهای مسلح شدند اما به درخواست سازمان مذکور، کمیتهٔ تحقیق خاتمی انحلال خود را اعلام نکرد.
علی ربیعی در مصاحبه با خبرگزاری دانشجویان سال بعد اطلاعات بیشتری دربارهٔ انحلال کمیتهٔ تحقیق خاتمی ارائه داد: «در همان زمان جناب آقای نیازی با بنده صحبت کردند و ایشان فرمودند که اگر کمیته اعلام انحلال نماید، ما را با مشکل مواجه می‌کند. مردم تصور می‌کنند که رئیس‌جمهور پشت این پرونده نیست و با این جوی که در جامعه است، کار ما با مشکل مواجه می‌شود. شما این را اعلام نکنید. من نظر آقای نیازی را خدمت آقای رئیس‌جمهوری عرض کردم و در واقع آقای رئیس‌جمهوری هم متقاعد شدند که انحلال کمیته اعلام نشود.»
اما شواهد مانند انتخاب بازجویان سعید امامی و همسرش از سوی سعید حجاریان نشان می‌دهد که این کمیته تا مدت نامعلومی به کارش ادامه می‌داده است.
روح‌الله حسینیان دربارهٔ سرنوشت کمیته تحقیق خاتمی می‌گوید: «بعد از یک سال از رسیدگی به این پرونده خود آقای خاتمی به این نتیجه رسید که آن گروه، جریان رسیدگی را منحرف کردند و گروه جدیدی را انتخاب کردند که اگر چه از نیروهای چپ وزارت اطلاعات بودند اما متدین بودند؛ گروه جدید دستور آزادی افراد بی‌گناه را صادر کرد و کیفرخواست جدیدی را ارائه داد و دادگاه هم حکم را در مورد موسوی و همکارانش اعمال کرد. پس از کشف این موضوع که گروه بازجویی اول انحرافی عمل کرده است، یونسی وزیر اطلاعات وقت در جلسه‌ای از طرف آقای خاتمی پیام آورد که این مسئله در هیئت دولت مطرح شده است اما ما جواب حسینیان را چه بدهیم و خاتمی خواهش کرده بود که من دیگر موضوع را پیگیری نکنم تا به آن رسیدگی شود. من هم در پاسخ به خاتمی پیغام فرستادم که ما هم به دنبال بحران نبودیم اما دوستان شما کاری کردند که انحراف پیش‌آمد و بدانید که من ساکت می‌شوم اما شما نمی‌توانید دوستان خود را ساکت کنید.»
هاشمی رفسنجانی در خاطرات ۲۰ بهمن سال ۱۳۷۸ (حدود یک سال پس از وقوع قتلها) از جلسه مشترک خود با آقایان امیر تهرانی و هاشم علوی از معاونان وقت وزارت اطلاعات می‌نویسد که در آن این افراد به هاشمی گفته بودند «اعترافات گروه قاتلان زنجیره‌ای در مورد جاسوسی و فساد اخلاقی و … واقعیت ندارند» و اینکه آنها از کیفیت پیگیری پرونده نگرانند. بازجویان عزل‌شده پرونده قتل‌های زنجیره‌ای با نامهای ربانی، باقری، جوادی، نیکان و قادری در جلسه‌ای با هاشمی رفسنجانی در ۱۰ خرداد ۱۳۷۹، مدعی درست بودن اعترافات جاسوسی و کارهای خلاف اخلاق گرفته شده از متهمین بودند.

### اطلاعیه رسمی وزارت اطلاعات
بر اثر پافشاری رئیس‌جمهور وقت، محمد خاتمی، وزارت اطلاعات جمهوری اسلامی در تاریخ ۱۵ دی ۱۳۷۷ طی اطلاعیه‌ای که قبلاً نظیر آن در هیچ وزارت‌خانهٔ جمهوری اسلامی دیده نشده بود به صورت رسمی اعلام کرد که عده‌ای از اعضای آن وزارتخانه در طراحی قتل‌ها دست داشته‌اند. متن این اطلاعیه به شرح ذیل بود:
وقوع قتل‌های نفرت‌انگیز اخیر در تهران، نشان از فتنه‌ای دامن‌گیر و تهدیدی برای امنیت ملی داشته است. وزارت اطلاعات بنابه وظیفهٔ قانونی و به دنبال دستورهای صریح رهبری و ریاست جمهوری، کشف و ریشه‌کنی این پدیدهٔ شوم را در اولویت کاری خود قرار داد و با همکاری کمیتهٔ ویژهٔ تحقیق رئیس‌جمهوری، موفق گردید شبکهٔ مزبور را شناسایی، دستگیر و تحت تعقیب و پیگرد قانونی قرار دهد و با کمال تاسف، معدودی از همکاران مسئولیت ناشناس، کج‌اندیش و خودسر این وزارت که بی‌شک آلت دست عوامل پنهان قرار گرفته و در جهت مطامع بیگانگان دست به این اعمال جنایتکارانه زده‌اند، در میان آن‌ها وجود دارند. این اعمال جنایتکارانه نه تنها خیانت به سربازان گمنام امام زمان (عج) محسوب می‌شود، بلکه لطمهٔ بزرگی به اعتبار نظام مقدس جمهوری اسلامی ایران وارد آورده است. وزارت اطلاعات ضمن محکوم کردن هر جنایت علیه انسان‌ها و هرگونه تهدید امنیت شهروندان و درک عمیق از ابعاد فراملی این فاجعه، عزم قاطع خود را در ریشه‌کنی عوامل و محرکان خشونت سیاسی و تضمین امنیت اعلام داشته و به امت شریف ایران اطمینان می‌دهد همان‌گونه که در فراز و نشیب‌های انقلاب اسلامی، حافظ امنیت و استقلال کشور و حقوق شهروندان بوده است، این‌بار نیز با تمام توان و امکانات خود بقایای باندهای منحرف و قانون‌ستیز را مورد هجوم قرار داده و سایر سرنخ‌های داخلی و خارجی این پروندهٔ پیچیده را برای دستیابی به دیگر عوامل این فتنه دنبال خواهد کرد.
روزنامه سلام یک روز قبل از انتشار این اطلاعیه، در یادداشتی، پشت پردهٔ قتل‌های زنجیره‌ای را این‌چنین روایت کرده بود:
نمی‌توان تصور کرد افرادی از درون قدرت به مرحله‌ای از انحراف و ضلالت رسیده باشند که انجام جنایاتی از این نوع را مشروع بدارند و بپندارند با چنین جنایات و ظلم‌هایی می‌توان به اسلام و نظام اسلامی خدمت و آن را تقویت کرد.
به هر روی، به گفته مصطفی پورمحمدی، یکی از اعضای «هیئت مرگ (کمیته اعدام)» در قتل‌عام ۱۳۶۷، قتل‌های زنجیره‌ای خودسرانه نبوده؛ بلکه از درون نظام جمهوری اسلامی، انجام شده است. همچنین همهٔ متهمان، با وجود گرفتن حکم کیفری، آزاد می‌باشند.

### برکناری وزیر اطلاعات

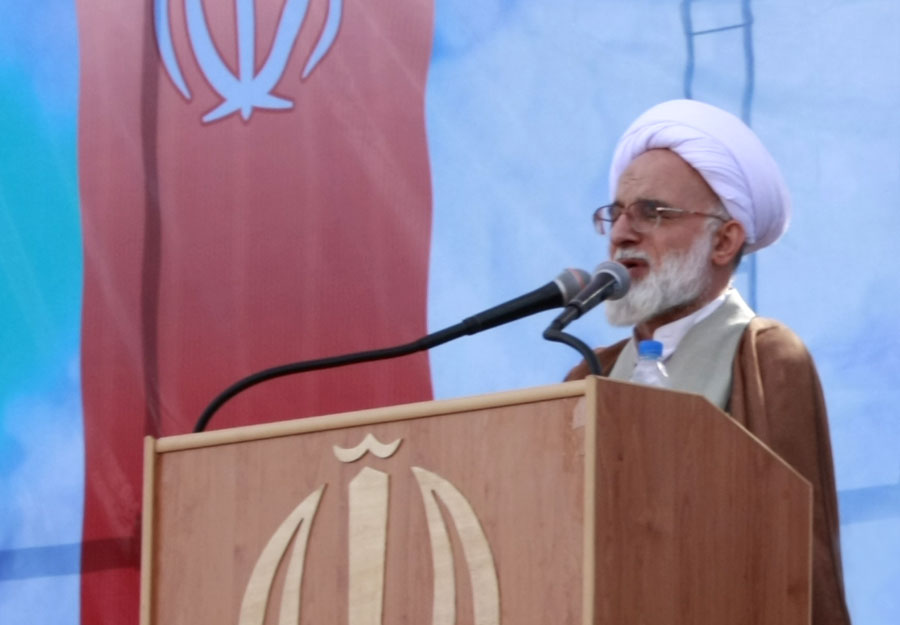
قربانعلی دری نجف‌آبادی در سمنان، ۲۲ بهمن ۱۳۸۷

بهمن ماه قربانعلی دری نجف آبادی وزیر اطلاعات وقت از سمت خود استعفا داد. او بارها در مصاحبه‌ها گفته بود که از قتل‌های صورت گرفته توسط پرسنل وزارت اطلاعات، بی‌اطلاع است. دادستان مجتمع قضایی نیروهای مسلح تنی چند از مسولین عالی رتبهٔ وزارت اطلاعات را دستگیر کرد. از این افراد می‌توان به سعید امامی مشاور وزارت و معاون سابق امنیت وزارت اطلاعات جمهوری اسلامی (در زمان تصدی فلاحیان)، مصطفی کاظمی معاون امنیت وزارت اطلاعات در زمان انجام قتل‌ها و اکبر خوش‌کوش رئیس گروه ضربت وزارت اطلاعات جمهوری اسلامی اشاره کرد.
دری نجف‌آبادی بعدها خاطر نشان کرد: هنگامی که مسئولیت وزارت اطلاعات را به عهده گرفت، سعید امامی معاون بررسی وزارتخانه بود و به دلیل حساسیتی که نسبت به وی وجود داشت، او را از این سمت برکنار کرد و به وی حکم مشاور را داد و سپس مصطفی کاظمی (متهم دیگر پروندهٔ قتل‌ها) را به آن دلیل که رابطهٔ نزدیکی با جبههٔ دوم خرداد و ستاد انتخاباتی خاتمی داشته با تأیید محمد خاتمی رئیس‌جمهور وقت به سمت معاونت خود برگزیده است.
عبدالله نوری درجلسه دادگاه خود، دری نجف‌آبادی را متهم به آگاه بودن از قتل‌ها کرد.
بر اساس پرونده قتل‌های زنجیره‌ای، از جمله داریوش و پروانه فروهر، قاتلان آنها در وزارت اطلاعات، آنان را طبق دستور سلسله مراتب خود کشته بودند و این‌گونه عملیات را در وزارت اطلاعات «عادی» می‌دانستند. همچنین قاتلان فروهرها در فیش حقوقی رسمی خود اضافه‌کاری دریافت کرده و بعداً مورد تشویق اداری قرار گرفته بودند.
قربانعلی دری نجف آبادی که پیشتر در هیئت دولت قسم خورده که قتل‌های زنجیره‌ای کار نیروهای اطلاعاتی نیست، بار دوم پس از تأکید دستگیرشدگان عضو وزارت اطلاعات به اتهام قتل‌ها، مبنی بر این که دستور قتل‌ها را از وی گرفته بودند، با قید قسم جلاله از خود رفع اتهام کرد. سید مصطفی کاظمی مشهور به موسوی که از او به عنوان سردسته متهمین قتل‌های زنجیره‌ای نام برده می‌شود در یکی از جلسات بازجویی اعلام نمود که وزیر وقت اطلاعات (قربانعلی دری نجف‌آبادی) دستور قتلها را داده است. این مسئله تا حدی پیش‌رفت که قوه قضاییه جلسه‌ای برای مواجهه وزیر برکنار شده اطلاعات با موسوی تشکیل شد که به دلخوری نجف‌آبادی از قوه قضاییه انجامید. رهبر ایران در جلسه‌ای با هاشمی رفسنجانی از بازجویی و مواجهه قربانعلی دری نجف‌آبادی انتقاد کرد و اعلام نمود، به فردی که از سوی خاتمی برای رسیدگی انتخاب شده اعتماد ندارد.

### دادگاه قتل‌های زنجیره‌ای
دادگاه متهمان قتل‌های زنجیره‌ای بدون حضور خانوادهٔ مقتولان و وکلای آن‌ها نیز به صورت غیرعلنی تشکیل شد و رئیس دادگاه اعلام کرد که پس از استماع نظر و استدلال معاون دادستان نظامی تهران، چون علنی بودن دادرسی را موجب اخلال در امنیت و نظم عمومی تشخیص داده، مستند به بند ۳ ماده ۳۲۷ قانون آیین دادرسی کیفری و اصل ۱۶۵ قانون اساسی، قرار دادرسی غیرعلنی را صادر نموده است.
دادگاه در فاصله ۳ تا ۳۰ دی ۷۹ به صورت غیرعلنی و بدون حضور هیچ‌یک از وکلا یا اعضای خانوادهٔ مقتولان به ریاست محمدرضا عقیقی رئیس شعبهٔ دادگاه نظامی یک تهران برگزار شد.
با برگزاری ۱۲ جلسه دادگاه محرمانه و غیرعلنی در نهایت شعبهٔ یک دادگاه نظامی تهران به ریاست قاضی عقیقی در حکمی مصطفی کاظمی قائم مقام وقت معاونت امنیتی وزارت اطلاعات و مهرداد عالیخانی مدیرکل وزارت اطلاعات را به جرم آمریت و صدور دستور چهار فقره قتل به چهار بار حبس ابد محکوم کرد.
متهمان که از کارمندان وزارت اطلاعات بودند، در اعتراف‌های خود، قتل‌ها را «حذف فیزیکی» خوانده‌اند که از طرف وزارت اطلاعات به آنها ابلاغ شده و تأکید کرده‌اند که جزو «وظایف سازمانی» آنان بوده است و بر اساس دستور و روال‌های از پیش مشخص‌شده عمل کرده‌اند. عبدالله اسدی، کارمند وزارت اطلاعات، در نوشته‌های خود پس از دستگیری مورخ ۱۳۷۷/۱۰/۱۳ می‌گوید: «اینجانب به مقتضیات شغلی که دارم و طبق روال گذشته که در پرینت کاری که در وزارت برایم در نظر گرفته شده به جز موارد دستگیری، بازرسی و انتقال و ربایش و طراحی و هدایت عملیات، انجام حذف فیزیکی در برنامه کاری پیش‌بینی شده؛ لذا طبق روال گذشته فقط اجرای حکم داریوش فروهر و همسرش به ما محول شد و آنهم طبق دستور سلسله مراتب یعنی از سوی مسئول اداره و مدیرکل مربوط و ما هم از قدیم تا این حد را مجاز بودیم بدانیم به خاطر مسائل حفاظتی و امنیتی و طبق روال قبل که کار از سوی آن‌ها ابلاغ می‌شد و سپس انجام می‌شد، این کار را هم به اتفاق برادران قبول کردیم.» محسنی، کارمند وزارت اطلاعات، در جلسه دادگاه مورخ ۱۵ تیر ۱۳۷۹ در مورد قتل‌های صورت گرفته، می‌گوید: «کار حذف فیزیکی و دیگر کارها از قبیل دستگیری، انتقال متهم و مراقبت ثابت و غیره از سال ۱۳۷۰ در پرینت کاری از طرف وزارت برای ما مشخص شده بود و جزء وظایف قسمت ما بود.»علیرضا داوودی معروف به امیر اکبری، کارمند دیگر وزارت اطلاعات در دادگاه مورخ ۴ خرداد ۱۳۷۹ با قبول نکردن اتهام قتل می‌گوید: «اتهام را قبول ندارم. این امور در تشکیلات اطلاعات بسیار عادی است. تمام برادران در هر کاری که شرکت کنند با وضو بوده و با ذکر مأموریت انجام می‌دهند.» او همچنین تأکید می‌کند که: «این نوع مأموریت‌ها را تیم‌های بسیار انجام داده‌اند و برای آن‌ها هم جوایز بزرگ دریافت کرده‌اند».
اصغر اسکندری معروف به سیاحی، یکی دیگر از کارمندان وزارت اطلاعات، در جلسه دادگاه مورخ ۱۳۷۹/۴/۱۵ در مورد قتل فروهرها می‌گوید: «این نمونه اقدام‌ها روال کار تشکیلات وزارت بوده و در نتیجه اقدامات مذکور بار اول این‌جانب نیز نبوده. از چندین سال قبل از حذف‌های موسوم به قتل‌های زنجیره‌ای ما با آن مأنوس بودیم تا حدی که در پیش‌بینی برنامه‌های سالانه شاخص‌ترین فعالیت‌های حذف و ربایش در نظر گرفته می‌شد و این امر هنوز به صورت مکتوب در اسناد تشکیلات باقی است.» مصطفی قربان‌زاده معروف به هاشم، کارمند دیگر وزارت اطلاعات، در دادگاه در مورد قتل فروهرها ذکر می‌کند: «بنده تنها انجام دستور کرده‌ام. پس از حذف از منزل خارج شدیم و به محل کار مراجعه نمودیم. حتی به علت طولانی شدن کار، اضافه‌کاری آن شب را برای بنده محاسبه نموده و به همراه حقوق بنده توسط فیش حقوقی پرداخت شد.»
علی روشنی مسئول وقت حراست بهشت زهرای تهران به جرم مباشرت در قتل محمد مختاری و محمد جعفر پوینده به دو فقره قصاص نفس و محمود جعفرزاده عضو اداره عملیات وزارت اطلاعات را به جرم مباشرت در قتل داریوش فروهر به یک فقره قصاص نفس محکوم شدند. همچنین علی محسنی دیگر عضو ادارهٔ عملیات وزارت اطلاعات را به جرم مباشرت در قتل پروانه اسکندری (فروهر) به یک فقره قصاص نفس پس از پرداخت نصف دیهٔ کامل به قاتل محکوم شد.
حمید رسولی و محمد عزیزی (وزارت اطلاعات) از مدیران میانی وزارت اطلاعات هر دو به جرم آمریت و صدور دستور در راستای اجرای دو فقره قتل آقای داریوش فروهر و خانم اسکندری به دو فقره حبس ابد محکوم شدند. خسرو براتی به جرم معاونت در قتل به ده سال زندان و اصغر سیاح به شش سال زندان محکوم شدند و سایر متهمان شامل ابوالفضل مسلمی، مصطفی کاظمی، محمدحسین اثنی‌عشر، علی صفایی‌پور و علی ناظری به دو و نیم تا چهار سال زندان محکوم شدند.
دادگاه ۳ نفر از اعضای بازداشت‌شدهٔ وزارت اطلاعات را تبرئه کرد و متهمان همگی به غیر از خسرو براتی از اعضای رسمی وزارت اطلاعات بودند.
با اعتراض وکلای متهمان قتل‌های زنجیره‌ای رأی دادگاه در دیوان عالی کشور نقض شد و محمد عزیزی و علی روشنی در شعبهٔ پنجم دادگاه نظامی تهران به تغییر عنوان اتهام مواجه شدند. مجازات محکومان به قصاص نیز به دلیل آنچه گذشت خانوادهٔ مقتولان ذکر شد، به ۱۰ سال زندان کاهش یافت.
امیر تهرانی، معاون وقت پارلمانی وزارت اطلاعات در دیداری با هاشمی رفسنجانی بیان نمود که وزارت اطلاعات از خانواده داریوش فروهر برای اعدامی‌های پرونده قتل‌های زنجیره‌ای رضایت گرفته است.

## تحلیل رهبر ایران از عوامل در جلسه خصوصی سران قوا به روایت شهبازی
سید علی خامنه‌ای در دی ۱۳۷۷، سه روز بعد از صدور بیانیه وزارت اطلاعات در تأیید دخالت نیروهایش در قتل‌ها گفت «ممکن نیست» قتل‌هایی که اتفاق افتاده، «بدون یک سناریوی خارجی باشد». حسین باستانی، تحلیل‌گر سیاسی در یادداشتی که در سال ۱۳۹۲ در بی‌بی‌سی فارسی منتشر شد؛ این تحلیل خامنه‌ای از واقعه را شروعی برای موفقیت محافظه کاران در به انحراف کشاندن این پرونده با استفاده از ابزار «ضداطلاعات» می‌داند. وی معتقد است که «این ابزار در ماه‌ها و سال‌های پس از افشای نقش وزارت اطلاعات در قتل‌ها، بخش بزرگی از افکار عمومی و حتی نخبگان را از «کلیدی‌ترین» جنبه‌های این پرونده منحرف کرد و در عوض، حواشی و شایعاتی گسترده را به عنوان «اطلاعات موثق» در حافظه عمومی ایرانیان جای داد. به عبارت دیگر «ضداطلاعات» هدایت شده از سوی نهادهای حکومتی، تعدادی بی شمار از دریافت کنندگان اطلاعات غلط را به این تصور رساند که همه چیز را در مورد این پرونده می‌دانند».
عبدالله شهبازی ادعا می‌کند که در شنبه اوّل خرداد ۱۳۷۸، جلسه‌ای خصوصی با حضور خامنه‌ای، سران سه قوه (خاتمی و ناطق نوری و محمد یزدی) و هاشمی رفسنجانی (رئیس مجمع تشخیص مصلحت نظام)، با حضور یونسی (وزیر اطلاعات) و نیازی (رئیس سازمان قضایی نیروهای مسلح) و سه تن مسئولان پرونده، برای رایزنی در مورد پیگیری قتل‌ها تشکیل شد. در این دیدار رهبر ایران با توجه به جنجال‌ها بر سر قتل سعید امامی گفت (شهبازی صحبت‌های رهبر ایران را در این جلسه خصوصی اینگونه روایت می‌کند):
ببینید، قبای دشمن لای در گیر کرده، گوشه‌ای از دزد در دست ماست و او دارد جنجال می‌کند تا ما رهایش کنیم. هنر اطلاعاتی این است که نگذارید و مسئله را ثابت کنید. شبهه آقای هاشمی که چطور ممکن است سه چهار نفر بتوانند براندازی کنند دو جور قابل فرض است: یکی این‌که چند نفر در اطلاعات نشسته‌اند تا اطلاعات را سرنگون کنند. یک فرض دیگر این است که یک سرویس اطلاعاتی و مغز متفکری دارد طراحی می‌کند برای براندازی. سه عنصر را پیدا کرده یا دوانده است. اگر این باشد همه این‌ها قابل فهم است. من برایم مسئله حل شده است. البته چیزهایی هست که ممکن است محکمه‌پسند نباشد. یک محکمه داخل دل آدم است که آدم استفتا می‌کند. این یک قضیه کوچک و عادی نیست. شما کشف کنید یا نکنید، کسی را دستگیر کنید یا نکنید، مسئله برای من قطعی است. لکن، برای دستگاه اطلاعاتی این مهم است که این بخش را در بیاورد… به‌نظرم می‌رسد تمام نیرو را باید روی صادق (مهرداد عالیخانی) متمرکز کنیم. موسوی (مصطفی کاظمی) را جذب کرده‌اند. اما صادق نفوذ کرده است. این نفوذی است. یکی از سررشته‌هایی که می‌توانید جلو بروید این آقاست و خیلی مهم است. این تیپ کار که انجام داده، جمع‌آوری کرده، خانه امن و تشکیل نیرو در آلمان داده، این کار یک سرویس است. برای ما که این کارها را نکرده. پس برای یک سرویس کرده که باید بگردید دنبال آن…
شهبازی در ادامه می‌گوید که رهبر ایران در مورد علت مرگ سعید امامی به خاتمی می‌گوید: «احتمال دارد به او برسانند که خودت خودکشی کن تا تو را به بیمارستان برسانند و ما ترتیب نجات تو را می‌دهیم بعد آنجا او را بکشند. این احتمال را اگر ضعیف هم باشد نباید نادیده بگیرند.»

## متهمان و محکومان
همهٔ متهمان، با وجود گرفتن حکم کیفری، آزاد می‌باشند.

### علی فلاحیان
علی فلاحیان در دو دولت هاشمی رفسنجانی برای مدت ۸ سال وزیر اطلاعات بود. او از آغاز انقلاب مناصب مهمی همچون حاکم شرع، دادستان دادسرای ویژه روحانیت، و قائم مقام وزارت اطلاعات را نیز عهده‌دار بوده است. فلاحیان سعید امامی را به معاونت امنیتی وزارت اطلاعات برگزید و به نظر می‌رسد که طرح «قتل‌های درمانیcv» از جمله طرح‌های ساخته و پرداخته او بوده باشد.
در اسناد بازجویی سعید امامی آمده است: «من از آغاز انقلاب تا به امروز سرباز گوش به فرمان نظام مقدس اسلامی و مقام ولایت بوده و هستم، هیچگاه بدون کسب اجازه یا بدون دستورها مقامات عالی نظام کاری انجام نداده‌ام. حکم اعدام داریوش فروهر و پروانه اسکندری را به روال معمول همیشگی علی فلاحیان به من داد.»
احکام اعدام سایر محاربان قبلاً در زمان وزارت فلاحیان صادر شده بود. از مدت‌ها پیش قرار بر این بود که عوامل مؤثر فرهنگی وابسته که توطئه تهاجم فرهنگی را در ایران پیاده می‌کردند و جمعاً صد نفر بودند اعدام شوند. حکم حذف ۲۹ نفر از نویسندگان از مدت‌ها پیش مشخص و صادر شده بود که در مورد ۷ تن از آن عناصر، احکام در دوره وزارت علی فلاحیان اجرا شده بود.»

### قربانعلی دری نجف‌آبادی
در اسناد بازجویی سعید امامی آمده است: وقتی حکم اعدام فروهرها به ما ابلاغ شد پرسیدیم که تکلیف احکام معطل مانده اعضای کانون نویسندگان چه می‌شود که حاج آقا دری نیز گفتند هرچه سریع‌تر اقدام شود بهتر است و این بار نیز مثل ماقبل انجام شد با فرق اینکه به جای ابلاغ از سوی فلاحیان امور از طریق حاج آقا دری نجف‌آبادی هماهنگ می‌شد. فلاحیان با وجود آنکه خود حاکم شرع بود، اما معمولاً و در موارد حساس احکام حذف محاربان را شخصاً صادر نمی‌کرد. او این احکام را از آیت‌الله خوشوقت، آیت‌الله مصباح، آیت‌الله خزعلی، آیت‌الله جنتی و گاهی” نیز از محسنی اژه‌ای دریافت می‌کرد و به‌دست ما می‌داد. ما فقط به آقایان اخبار و اطلاعات می‌رساندیم و بعد هم منتظر دستور می‌ماندیم»
شیرین عبادی، برندهٔ جایزهٔ صلح نوبل و فعال حقوق بشر در مصاحبه با روزنامهٔ زود دویچه تسایتونگ گفته است که: «من پس از انجام وظایف کاری به عنوان یک وکیل و همچنین زمانی که در عرصهٔ حقوق بشر فعال شدم، نامم در لیست مرگ رژیم قرار گرفت». وی در پاسخ به سؤال خبرنگار روزنامهٔ آلمانی زود دویچه تسایتونگ مبنی بر این که «موضوع لیست ترور چیست؟» گفت: «به‌طور اتفاقی، من با همکاران وکیلم در حال بررسی موضوع قتل نیروهای اپوزیسیون در ایران بودیم که ناگهان اسم خودم را در لیست ترورهای آینده مشاهده کردم. مسئولان دقت نکرده بودند که اسم من را از لیست موجود در پروند پاک کنند. لیست به امضاء وزیر اطلاعات وقت آقای قربانعلی دری نجف‌آبادی مزین است. پس از انتشار لیست مذکور و آغاز اعتراضات زیاد، ایشان چاره‌ای جز استعفا نداشت».

### دستوردهندگان احتمالی قتل‌های زنجیره‌ای
در اسناد بازجویی سعید امامی آمده است: «علی فلاحیان با وجود آنکه خود حاکم شرع بود، اما معمولاً و در موارد حساس احکام حذف محاربان را شخصاً صادر نمی‌کرد. او این احکام را از عزیزالله خوشوقت، محمدتقی مصباح یزدی، ابوالقاسم خزعلی، احمد جنتی و گاهی نیز از محسنی اژه‌ای دریافت می‌کرد و به دست ما می‌داد. ما فقط به آقایان اخبار و اطلاعات می‌رساندیم و بعد هم منتظر دستور می‌ماندیم».
عالیخانی و کاظمی برهه‌ای از محکومیت خود را در بند عمومی زندان اوین گذراندند. در این دوره، یک بار، کاظمی از علی افشاری خواست که «به اتاق آنها برود تا چیزهایی را به اطلاع او برساند». علی افشاری پس از اخذ نظر موافق احمد زیدآبادی (که او نیز در آن زمان در اوین زندانی بود) پس از صحبتی طولانی با کاظمی به نقل از او می‌گوید:
«فتوای قتل‌های زنجیره‌ای را عزیز خوشوقت امام جماعت مسجدی در سه‌راه طالقانی از رده‌های بالا به آنها منتقل کرده‌است.» زیدآبادی می‌نویسد که او نیز سوالات خود را از طریق احمد باطبی از این دو نفر می‌پرسیده‌است. اما عمده حرفی که از آنها می‌شنیده این بوده که «قتل دگراندیشان کارِ معمولِ همکارانِ آنها بوده و اظهار شگفتی میکردند که چرا این بار یقۀ آن دو نفر را گرفته اند!»
عبدالله ناصری مشاور وقت خاتمی در این مورد می‌گوید «این برنامه‌ای بود که در وزارت اطلاعات و بیرون از وزارت اطلاعات مدیریت شده بود و آقای سعید امامی هم یکی از این افراد مطرح بود اما نهایتاً پرونده با قتل او در زندان از مسیر اصلی منحرف شد.»
به گفته محمد بلوری دبیر وقت بخش حوادث روزنامه ایران که برای اولین بار قتل‌ها را به عناصری در وزارت اطلاعات منسوب کرد، عاملان قتل‌ها جزء اندک افرادی بودند که طی سال‌های انقلاب نه با دلایل اعتقادی بلکه با انگیزه‌های قدرت‌طلبی به صف انقلابیون از جمله دستگاه اطلاعات نفوذ کرده بودند که بعضاً سابقه مجرمانه نیز داشتند.

#### سعید امامی (اسلامی)
سعید امامی با نام مستعار سعید اسلامی از مأموران بلندپایه وزارت اطلاعات جمهوری اسلامی ایران و از معاونین علی فلاحیان از زمان وزارتش بود. او در زمان قتل‌های زنجیره‌ای در وزارت اطلاعات مشاور بود.
سعید امامی پنجم بهمن ماه سال ۷۷ بازداشت شد ولی نام او و سایر متهمان بازداشت شده به رسانه‌ها راه نیافت تا آن‌که آخرین روزهای خرداد ۷۸ اخباری از برخی از بازداشت شدگانی که سمت‌هایی در حد مدیرکل را در وزارت اطلاعات بر عهده داشتند در برخی از روزنامه‌ها انتشار یافت. مصطفی پور محمدی قائم مقام وزارت اطلاعات در جلسه خود با هاشمی رفسنجانی
در تاریخ هجدهم بهمن ۱۳۷۷ ابتدا از نوشته شدن استعفای دری نجف‌آبادی و سپس از بازداشت سعید امامی [مشاور وزیر اطلاعات] و حمید رسولی [از مدیران وزارت اطلاعات] در رابطه با قتلهای زنجیره‌ای سخن به میان می‌آورد.
رئیس وقت سازمان قضائی نیروهای مسلح سعید امامی را یکی از چهار عامل اصلی قتل‌های زنجیره‌ای معرفی کرد و گفت: «عاملان اصلی با توجه به تحقیقات انجام گرفته مصطفی کاظمی، مهرداد عالیخانی، خسرو براتی و سعید امامی هستند.»
نیازی کمترین مجازات سعید امامی را اعدام اعلام کرد و گفت: «با توجه به مدارک موجود و اعتراف‌های صریح سعید امامی، وی هیچ گونه راه فراری نداشت و اگر با این اتهامات به دادگاه می‌رفت حکم او اعدام بود.»
چند ماه بعد، در تاریخ ۳۱ خرداد ۱۳۷۸ (خورشیدی)، دادستان مجتمع قضایی نیروهای مسلح طی اطلاعیه‌ای مدعی شد که سعید امامی که بالاترین عضو و مسئول اصلی «قتل‌های خودسرانه» معرفی شده بود، در زندان اوین، هنگام استحمام، با خوردن داروی نظافت، خودکشی کرده است.
بسیاری احتمال دادند که او برای جلوگیری از افشای بسیاری از مسائل مربوط به وزارت اطلاعات و ارتباط آن با قتل‌ها، در زندان کشته شده است. برخی دوستان سعید امامی از جمله روح‌الله حسینیان ادعا کردند «سعید امامی کشته شد تا طراحی قتل‌ها را به گردن او بیندازند.» بسیاری از اصلاح‌طلبان نیز مدعی شدند سعید امامی کشته شد تا آمران اصلی قتل‌های زنجیره‌ای معرفی نشوند.
مطبوعات ایران، امامی را نه تنها در قتل فروهرها، مختاری، پوینده و شریف مسئول دانستند، بلکه از او به عنوان یکی از عوامل قتل‌های دهه ۶۰ و ۷۰ شمسی شامل ترور سعیدی سیرجانی، واقعه ترور میکونوس، ماجرای اتوبوس ارمنستان (عملیات ناموفق به دره افکندن اتوبوس حامل ۲۱ تن از نویسندگان و روشنفکران) و مرگ غیرمنتظره احمد خمینی فرزند روح‌الله خمینی (بنیانگذار جمهوری اسلامی) نام بردند.

#### مصطفی کاظمی
حسینیان می‌گوید که مصطفی کاظمی (موسوی) در اعترافاتش برنامه‌ریزی، دستور و مدیریت پروژه قتل‌ها را پذیرفته است: «آقای موسوی همه جریان را پذیرفته، خودش دستور داده. برنامه ریخته و شخصاً مدیریت پروژه قتل‌ها را هم پذیرفته است.»
او می‌گوید: «در این ماجرا، مدتی قبل از این‌که این قتل‌ها شروع بشود، آقای موسوی خدمت آقای خاتمی می‌رسد، ناگفته نماند که برای معاونت امنیت هم از طرف ریاست جمهوری، آقای موسوی پیشنهاد شده بود به آقای دری که ایشان به عنوان معاون امنیت نصب شود اما به ادله مختلف پذیرفته نشد. اما به عنوان جانشین معاون امنیت منصوب شد. قبل از این‌که این قتل‌ها به وقوع بپیوندد، ایشان خدمت رئیس‌جمهوری می‌رسد و مطلبی را اعلام می‌کند و می‌گوید که در وزارت اطلاعات، سناریویی در حال تدوین است و می‌خواهند عده‌ای را به قتل برسانند تا باعث سقوط دولت شما بشود. هنوز از قتل‌ها خبری هم نبود و حتی با یکی از مشاورین ریاست جمهوری هم تماس تلفنی گرفته و این جریان را گفته که خوشبختانه نوارش موجود است و ضبط شده این مکالمه. بعد از مدتی قتل‌ها شروع شد.»
هاشمی رفسنجانی از سید محمد خاتمی در کتاب خاطرات خود این گونه نقل می‌کند که «مصطفی موسوی (کاظمی)، [جانشین] مدیر کل معاونت امنیت و تعدادی دیگر به ارتکاب قتل‌ها به خاطر دفاع از اسلام و جلوگیری از خطرها اعتراف و ادعا کرده‌اند که آقای دری هم در جریان بوده، ولی آقای دری تکذیب می‌کند.» رفسنجانی از دری نجف‌آبادی نقل می‌کند «موسوی برای حل مشکل خودش به دروغ گفته است دری مطلع بوده ویا موافقت کرده است. انتظار دارد که من و رهبری جلوی این ظلم را بگیریم»

## اعترافات متهمان
در بهمن ۱۳۷۸، فیلم اعترافات شش تن از متهمان قتل‌های زنجیره‌ای با حضور نیازی رئیس سازمان قضایی نیروهای مسلح و عهده‌دار رسیدگی به پرونده قتل‌ها، در جلساتی جداگانه برای سید علی خامنه‌ای، سران سه قوه و در جلسه غیر علنی مجلس پنجم، برای نمایندگان پخش شد که عکس‌العمل‌های متفاوتی را دربرداشت. متهمان در این فیلم مدعی همکاری با اف‌بی‌آی، سازمان سیا و موساد شده بودند.
اغلب نمایندگان جناح چپ (اصلاح‌طلب)، فیلم اعترافات را ابهام‌آمیز و فاقد ارزش حقوقی خواندند و پخش سراسری آن را نیز خلاف مصالح دانستند. برخی نمایندگان جناح راست نیز وابستگی این افراد به نهادهای خارجی را قبول نکردند. علیرضا غنی‌زاده، نماینده مردم ارومیه در مجلس پنجم در مورد فیلم نمایش داده‌شده اظهار کرد که در فیلم، متهمان اعتراف کردند که در تلاش برای ممانعت از پیگیری پروندهٔ قتل‌ها، نزد مسئولان رفته تا این‌گونه القا کنند که روند دستگیری‌ها، باعث ایجاد سستی در روحیهٔ نیروهای اطلاعاتی شده و موجب سوء استفاده مخالفان می‌شود، به همین دلیل با بمب‌گذاری در مشهد، قصد فراهم آوردن سوژهٔ تبلیغاتی این موضوع را داشتند. اما در مقابل این افراد، رئیس سازمان قضایی نیروهای مسلح، نیازی، ضمن تأکید بر واقعی بودن اعترافات و نبود هیچ‌گونه فشار برای اعتراف گرفتن از متهمان، از انتشار گسترده گوشه‌هایی از این فیلم در داخل و خارج از کشور، گلایه کرد.
در خرداد ۱۳۸۰، فیلمی سه ساعته از مراحل بازجویی فهیمه دری نوگورانی، همسر سعید امامی و تعدادی دیگر از بازداشت شدگان پرونده قتل‌ها منتشر شد و بخش‌هایی از آن بر روی اینترنت قرار گرفت. این فیلم، حکایت از شکنجه شدید این زندانیان برای اخذ اعترافات عجیب در مورد ضدیت با جمهوری اسلامی، ارتباط با سرویس‌های جاسوسی بیگانه و فسادهای گسترده جنسی داشت. بازجویان با تهدید و ضرب و شتم و نسبت دادن اتهامات اخلاقی درصدد اثبات ارتباط عاملان اجرایی قتل‌های زنجیره‌ای با بیگانگان و سفر به اسرائیل بودند. تهیه‌کنندگان فیلم شکنجه متهمان قتل‌های زنجیره‌ای طی نامه‌ای به رئیس‌جمهور خاتمی در مرداد ۱۳۸۰، تأکید داشتند که بازجویی از متهمان به ویژه متهمان زن دارای صحنه‌های بسیار وحشتناک‌تر بوده که در فیلم موجود نیست.
بی‌بی‌سی مدعی است علنی شدن این نحوه بازجویی از متهمان که نتیجه آن، انحراف پرونده بر مبنای صدها صفحه اعترافات ساختگی بود، با پیگیری‌های بعدی محمد خاتمی، منجر به دستگیری اعضای تیم بازجویی و سر تیم آن‌ها به نام جواد عباسی کنگوری معروف به جواد آزاده شد. از سوی دیگر محافظه کاران، تلاشی گسترده را برای کشف عوامل انتشار این فیلم آغاز کردند. در ادامه این تلاش بود که عده‌ای از مسئولان وزارت اطلاعات و از جمله، سرمدی (معاون امنیت داخلی وزارتخانه) به اتهام درز دادن فیلم شکنجه‌ها مورد بازجویی قرار گرفتند. در واکنشی جداگانه به انتشار فیلم شکنجه، در تابستان ۱۳۸۰ جواد آزاده و سایر اعضای تیم بازجویی، کتابچه‌ای محرمانه را که به «جزوه ۸۰ صفحه‌ای» معروف شد در سطح نهادهای حکومتی ایران توزیع کردند.
در ادامه فضایی که پس از انتشار فیلم شکنجه‌ها به وجود آمد، پرونده از تیم جواد آزاده گرفته شد و به گروه دیگری سپرده شد. سپس، برخی از دستگیرشدگان پرونده قتل‌ها آزاد شدند و در عوض، جواد آزاده و همکارانش به زندان افتادند. تعدادی از بازداشت شدگان این پرونده پس از آزادی به کمیسیون اصل نود مجلس ششم مراجعه و اعلام کردند که در دوران بازداشت شکنجه شدند. با وجود اعترافات متهمان به جاسوسی، در حکم قضایی پرونده قتل‌ها، هیچ‌کس به «جاسوسی»، «خیانت» یا «ارتباط با دولت متخاصم» متهم نشد؛ که نشان‌دهنده رویکرد تبلیغاتی این اعترافات است.
عبدالله ناصری مشاور وقت خاتمی در این مورد می‌گوید شخصی به نام «ج. الف» که یکی از عناصر قتل‌های زنجیره ای بود تحت حفاظت و مصونیت یکی از نهادهای بالادستی قرار گرفت و مدیر اصلی پروژهٔ رسیدگی به پروندهٔ قتل‌ها شد. ناصری می‌گوید که پس از کشتن سعید امامی «عملاً مسیر پرونده را با آوردن خانم سعید امامی به پرونده و گرفتن اعترافات اجباری عوض کردند که اول و آخر این پرونده بشود سعید امامی و او هم که از بین رفته و زنده نیست. همسرش هم اعترافات اجباری کرد، آن فیلم‌هایی که در فضای مجازی منتشر شد، تمام آن بازجویی‌ها توسط همین آقای «ج. الف» از همسر سعید امامی صورت گرفت.» او می‌افزاید که «بعداً پرونده را کاملاً از دست دولت بیرون آوردند و به دست سازمان قضایی نیروهای مسلح افتاد. آقای خاتمی فقط چند نیروی اصلی این پروندهٔ قتل –مثل آقای «پ» یا آقای «الف» - این‌ها را دستور داد اخراج کنند، که این چهره‌های شاخص در جای دیگری به کار گرفته شدند.»
در مقابل عبدالله شهبازی معتقد است انتشار گزینشی فیلم بازجویی‌ها حربهٔ عوامل قتل‌های زنجیره‌ای برای انحراف پرونده و جلوگیری از افشاء ارتباطات خارجی عاملان بوده است. او توضیح می‌دهد که سه عضو اصلی تیم اول پیگیر پرونده در تحقیقات خود به شواهد تکان‌دهنده‌ای در مورد شخصیت و ارتباطات خارجی سعید امامی دست پیدا کردند. سعید امامی فردی متظاهر به مذهب اما از حیث اخلاقی منحرف بوده که به‌طور سری محافلی شبیه محافل شیطان‌پرستان برگزار می‌کرده و سفرهای مخفیانه‌ای به اسرائیل داشته است. سعید امامی بخشی از شبکه‌ای بزرگ‌تر بوده که در دستگاه‌ها و نهادهای ایران حضور داشتند. بعد از ارائه مستندات این گروه به مقامات عالی، انتشار گزینشی فیلم بازجویی‌ها و جنجال مطبوعات و جناح‌های سیاسی، باعث برکناری این تیم و مسکوت ماندن موضوع روابط خارجی سعید امامی می‌شود.

## افراد پیگیر و درگیر دربارهٔ پرونده قتل‌های زنجیره‌ای

### ناصر زرافشان
ناصر زرافشان در اسفند ماه سال ۱۳۷۹ خورشیدی، پس از قبول وکالت خانواده‌های قربانیان قتل‌های زنجیره‌ای، در اواخر آذر ۱۳۷۹، ۱۰ روز قبل از برگزاری دادگاه متهمان، به اتهام «افشای اسرار پرونده و تشویش اذهان عمومی» بازداشت شد و از سوی سازمان قضایی نیروهای مسلح به ۵ سال زندان و ۵۰ ضربه شلاق محکوم شد.

### اکبر گنجی
«وزارت اطلاعات، کشیشان مسیحی[ای را] که نظام سیاسی ما را قبول نداشتند، به قتل رساند و به گردن مجاهدین انداخت. استدلال وزارت اطلاعات این بود که این کار، ما را از روحانیون مسیحی خلاص می‌کرد و در ضمن، سازمان مجاهدین را بی‌آبروتر می‌کرد». (نوشته اکبر گنجی در روزنامه آریا)

اکبر گنجی که حیطهٔ کاری خود را به این پرونده و افشای رازهای این قتل‌ها تخصیص داده بود، پس از مدتی با گسترش دایرهٔ کاری خود، دامنهٔ تحقیقاتش را به تمامی قتل‌های مرموز «دگر اندیشان» در سال‌های قبل بسط داد. با الهام از یک داستان بلوک شرق اروپا، کتابی به نام «عالی‌جنابان خاکستری» نوشته «ویتالی شنتالینسکی»، از اسامی رمز همچون «تاریک‌خانهٔ اشباح» برای محفل طراحان قتل‌ها، استفاده کرد. طراحان قتل‌ها را «عالیجنابان خاکستری» و اجراکنندهٔ آن را «شاه‌کلید» نامید. به باور او، دستورها از تاریکخانه به شاه‌کلید داده می‌شد و شاه‌کلید آن دستورها را برای اجرا، به سعید امامی که تنها یک مجری برای قتل‌ها بوده است، ابلاغ می‌کرد.
در ماه آذر سال ۱۳۷۹، گنجی پس از زندانی شدن و هنگام حضور در دادگاه، علناً علی فلاحیان، وزیر اطلاعات سابق در دوران هاشمی رفسنجانی را شاه‌کلید قتل‌های زنجیره‌ای نامید و از روحانیون دیگری نیز نام برد، از جمله محمدتقی مصباح یزدی که او را محرک و صادرکنندهٔ فتوای قتل‌ها یا به اصطلاح، «مراد عالیجنابان خاکستری» خواند. این اظهارات منجر به حملهٔ بنیادگرایان به وی و انکار نوشته‌های او توسط ایشان شد. کتاب‌های «تاریک‌خانهٔ اشباح» و «عالی‌جناب سرخ‌پوش و عالی‌جنابان خاکستری» به پرفروش‌ترین کتاب‌های تاریخ ایران مبدل شده و در مدت شش ماه بیش از دویست هزار نسخه از آنان فروش رفت. بد نیست اشاره شود که منظور از عالیجناب سرخ‌پوش هاشمی رفسنجانی بوده است.
در تاریخ ۷ دسامبر ۲۰۱۰ میلادی، اکبر گنجی در مصاحبه‌ای با بخش فارسی بی‌بی‌سی مدعی شد که «قتل‌های زنجیره‌ای ایران پروژه‌ای حکومتی بود» و «خود آقای خامنه‌ای هم پشت آن بود و شروع کردند به ترور مخالفان در داخل و خارج کشور و تعداد زیادی از مخالفان را هم در خارج کشور ترور کردند».

### عمادالدین باقی
عمادالدین باقی ضمن انتشار مقالات متعدد، کتاب «تراژدی دموکراسی در ایران» را در دو جلد  منتشر کرد و به بررسی چگونگی رویداد قتل‌های زنجیره‌ای پرداخت که این کتاب توقیف و خود وی محاکمه شد. برگزاری دادگاه قتل‌ها پس از توقیف گستردهٔ مطبوعات در بهار ۱۳۷۹ و در شرایطی که دو روزنامه‌نگار پیگیر قتل‌ها هر دو در زندان بودند، انجام شد.

### روح‌الله حسینیان
در حالی که مقامات بلندپایهٔ جمهوری اسلامی حکم به «خودسر» بودن برخی از کارکنان وزارت اطلاعات و در راس آنان سعید امامی داده‌بودند و بر خودکشی سعید امامی تأکید می‌کردند و حتی روزنامهٔ منسوب به محافظه‌کاران، «کیهان»، ادعای سفر مخفیانه امامی را به اسرائیل مطرح نموده بود و سایر نشریات چون تهران تایمز، شبکهٔ جاسوسی امامی را مرتبط با آژانس یهود دانستند، روح‌الله حسینیان، رئیس مرکز اسناد انقلاب اسلامی به دفاع از سعید امامی پرداخت و فرضیهٔ خودکشی وی را رد کرده و عنوان داشت که او به قتل رسیده است. او در اولین گام، در گفتگویی با روزنامه کیهان ادعا کرد که «نیروهای مرتکب قتل‌ها، از طرفداران جدی رئیس‌جمهوری بوده‌اند». و پس از مدت کوتاهی، به یک برنامهٔ زندهٔ تلویزیونی به نام «چراغ» دعوت شد و او در آن برنامه ادعای خود را تکرار نمود که با واکنش تند دولت محمد خاتمی به علی لاریجانی، رئیس وقت سازمان صدا و سیما روبه‌رو شد و صدا و سیما نیز طی اطلاعیه‌ای انجام تخلف توسط برخی گردانندگان برنامهٔ چراغ را پذیرفت و حسینیان دیگر مجالی برای شرکت در برنامه‌ای از این دست نیافت. حسینیان همچنین در مجلس ختم امامی نیز شرکت نمود که با اعتراض برخی نمایندگان مجلس روبرو شد.
ناطق نوری، رئیس مجلس وقت نیز در جلسه‌ای با روحانیت مبارز شرق تهران تأکید کرد که افرادی به‌عنوان دگراندیش در وزارت اطلاعات نفوذ کرده و به‌دنبال تسویه حساب بودند. حسینیان اندکی بعد در سخنرانی جنجالی‌ای در مدرسهٔ علمیهٔ حقانی توضیحات بیشتری بیان کرد و مدعی شد که طراح قتل‌ها موسوی از معاونین وزارت اطلاعات بوده و هدف او ایجاد تقابل بین رهبری و خاتمی و ایجاد فرصت برای جریان دوم خرداد برای تصاحب کامل قدرت بوده است. او بر این باور است که بازجوهای اولیه که زیر نظر دولت بودند، پرونده را منحرف کرده‌اند و پس از رسیدگی‌های ابتدایی در دور جدید بازجویی‌ها بی‌گناهی سعید امامی مشخص شده بود. حسینیان خواهان بازشدن پرونده برای مشخص شدن ریشه‌های قتل‌ها شد.
عبدالله شهبازی، پژوهشگر و مورخ ایرانی، با رد نظر روح‌الله حسینیان، معقتد است که قتل‌های زنجیره‌ای در حقیقت دسیسه سرویس‌های اطلاعاتی خارجی بوده که از طریق نفوذی‌هایی چون سعید امامی و مهرداد عالیخانی این قتل‌ها را با هدف ایجاد بحران نزاع سیاسی بین جناح چپ و راست ایران، تضعیف دستگاه اطلاعات ایران و سپاه پاسداران انقلاب اسلامی و همچنین منحرف کردن افکار عمومی از قراردادهای پنهانی دولت وقت با شرکت‌های استعماری انگلیسی طراحی کردند. شهبازی بدین ترتیب نظر رهبر ایران سید علی خامنه‌ای را در مورد قتل‌های زنجیره‌ای که آن را به توطئه خارجی نسبت داده تأیید می‌کند.
در مقابل اکبر خوشکوش، دوست سعید امامی، این روایت شهبازی را داستان‌سرایی هدفمند می‌خواند و می‌گوید که «شهبازی برای سرپوش گذاشتن به روی جنایت و شکنجهٔ بعضی از مدیران وزارت اطلاعات که دستگیر شده بودند شروع کرد یک کیس بنام اسراییل و بهائیت درست کردن و برای انحراف از قتل‌های زنجیره‌ای داستان‌های فراوانی سرودند و عاملان شکنجه و قتل‌ها را تبرئه و شکنجه شده‌ها را عامل اسراییل و به بهائیت چسباندند.» او همچنین شهبازی را از منابع و مخبر وزارت اطلاعات می‌خواند که با حسین شریعتمداری همکاری می‌کند.

## آثار و پیامدهای پیگیری قتل‌های زنجیره‌ای
مقامات نظامی انفجار بمبی در شهر مشهد را به هواداران سعید امامی و مصطفی کاظمی نسبت دادند. این بمب‌گذاری به کشته شدن یک نفر و زخمی شدن دو تن دیگر انجامید.
پیگیری قتل‌های زنجیره‌ای و روشن شدن زوایای بیشتری از عملکرد وزارت اطلاعات توسط مطبوعات نقش مهمی در سرنوشت انتخابات مجلس ششم ایفا کرد. جناح راست که اکثریت مجلس را برای دو دوره در اختیار داشت در مجلس ششم به یک اقلیت ضعیف تبدیل شد و هاشمی رفسنجانی (که قتل‌ها و تخلفات وزارت اطلاعات در دوران وی روی داده بود) نیز نتوانست به مجلس راه یابد. خصوصاً مقالات و کتب اکبر گنجی و عمادالدین باقی که اندکی پیش از انتخابات منتشر و مورد استقبال گسترده قرار گرفت در شکست هاشمی رفسنجانی و کاندیدهای جناح راست مؤثر بود.
سابقهٔ فعالیت برخی از اصلاح‌طلبان در دستگاه اطلاعاتی جمهوری اسلامی در دههٔ شصت سبب شد که دامنهٔ افشاگری‌ها و پیگیری‌ها هیچ‌گاه به سال‌های دههٔ شصت (که اوج درگیری سیاسی و بعضاً نظامی جمهوری اسلامی و گروه‌های اپوزیسیون بود و طی آن هزاران نفر از اپوزیسیون زندانی، شکنجه و اعدام شده و ده‌ها نفر از مقامات جمهوری اسلامی نیز توسط برخی از گروه‌های اپوزیسیون ترور و کشته شدند) کشیده نشود. مطبوعات اصلاح‌طلب تنها به افشای قتل‌هایی که در دوران ریاست جمهوری هاشمی رفسنجانی روی داده بود پرداختند و خصوصاً از نزدیک شدن به واقعهٔ اعدام زندانیان سیاسی در تابستان ۱۳۶۷ به شدت پرهیز می‌کردند. علت عدم انتشار روزنامهٔ اصلاح طلب آریا مصاحبه‌ای با عزت‌الله سحابی اعلام شد که وی در آن ریشهٔ قتل‌های زنجیره‌ای را در اعدام زندانیان سیاسی در تابستان ۱۳۶۷ دانسته بود. حسین‌علی منتظری تنها مقام حکومتی بود که به اعدام‌ها اعتراض کرد.

### ادعای متوقف شدن قتل‌ها
در پی مشخص شدن نقش وزارت اطلاعات در قتل‌ها محمد خاتمی گفت که قول می‌دهد چنین قتل‌هایی دیگر در این وزارتخانه تکرار نشود. حسین باستانی، تحلیل‌گر بی‌بی‌سی فارسی مدعی است، توقف قتل‌های زنجیره‌ای پس از ماجرا منطقاً معنایی جز این نداشت که فرایند حذف فیزیکی منتقدان در این وزارتخانه، پیش از آن با اطلاع حکومت در جریان بوده است.

### راه‌اندازی دستگاه اطلاعات موازی توسط خامنه‌ای
آن‌گونه که محمد محمدی ری‌شهری در کتاب خاطرات خود نقل می‌کند روح‌الله خمینی به میر حسین موسوی نخست‌وزیر وقت پیام داده بود که «در مورد همهٔ وزارتخانه‌ها هر کس را که خواستی منصوب کن اما در مورد وزارت اطلاعات با من هماهنگی کن.» از آن پس و در دوران علی خامنه‌ای نیز این رویه حفظ شده و وزارت اطلاعات عملاً با نظر مقام رهبری در ایران اداره می‌گردیده است. خاتمی نیز علی‌رغم پیروزی گسترده در انتخابات پست وزارت اطلاعات را به روحانی راستگرا (قربانعلی دری نجف‌آبادی) داد. پس از برکناری دری نجف‌آبادی در پی رویداد قتل‌های زنجیره‌ای، گرچه خود او از اتهام دست داشتن در قتل کنار گذاشته شد اما برکنار گردید. با برکناری وی و اخراج برخی دیگر از عوامل سعید امامی از وزارت اطلاعات، کنترل خامنه‌ای بر این وزارت به حداقل رسید. خامنه‌ای در پی آن حفاظت اطلاعات سپاه، حفاظت اطلاعات نیروی انتظامی، حفاظت اطلاعات قوه قضائیه را فعال کرده و از آن طریق به اعمال کنترل امنیتی خود ادامه داد. برخی منابع از کنترل شخص خاتمی و وزرایش توسط این نهادها خبر می‌دادند. اصلاح‌طلبان از عنوان «نهادهای موازی اطلاعاتی» برای این تشکلات استفاده کرده و خواستار برخورد با آن شدند گرچه در این زمینه به موفقیتی دست نیافته و بعضاً خود قربانی آن شدند.

### ماجرای کوی دانشگاه
در ۱۵ تیر ۱۳۷۸، روزنامه سلام نامه‌ای از سعید امامی که ۱۶ مهر ۱۳۷۷ نوشته شده بود، خطاب به قربانعلی دری نجف‌آبادی، وزیر وقت اطلاعات را منتشر کرد. سعید امامی در این نامه از وضعیت فرهنگی کشور ابراز نگرانی کرده بود و از محمد مختاری، که چند روز بعد توسط وزرات اطلاعات کشته شد، نام برده بود. در پی انتشار این نامه، روزنامه سلام در ۱۸ تیر توقیف شد. شماری از دانشجویان دانشگاه تهران در کوی دانشگاه تجمعی در اعتراض به توقیف «سلام» برگزار کردند. پلیس، مأموران امنیتی و نیروهای لباس شخصی شبانه به کوی دانشگاه تهران ریختند و دانشجویان را کتک زدند. دست کم یک نفر در این حمله کشته شد.
سید محمد خاتمی رئیس‌جمهور وقت، حمله به کوی دانشگاه تهران (۱۸ تیر ۱۳۷۸) را «تاوان پیگیری پرونده قتل‌ها» نامید.

### مراسم سالگرد قربانیان
روز چهارشنبه ۱۳ آذر ۱۳۹۸ مراسم بزرگداشت دو نویسنده از قربانیان قتل‌های زنجیره‌ای در ایران به نام‌های محمد مختاری و محمدجعفر پوینده به اجبار وزارت اطلاعات جمهوری اسلامی لغو شد.

## شیوه‌های ترور
در برخی منابع رسمی، شماری از روش‌های ترور و کشتار دگراندیشان عقیدتی و سیاسی این‌گونه برشمرده شده است:
1. تزریق ماده سمی
2. شیاف کردن پتاسیم[۱۰۵]
3. تصادف ساختگی
4. (کاردآجین کردن با) چاقو
5. خفه کردن با طناب[۱۰۴]
6. تیراندازی با سلاح (دارای صداخفه‌کن)[۱۰۶]

## آمار و فهرست نام‌های برخی قربانیان
در برخی از منابع رسمی، آمار کشته‌شدگان در پروژه قتل‌های زنجیره‌ای ایران را از ۳۰۰ (سیصد) تا بیش از ۱۰۰۰ (هزار) تن دانسته‌اند که ۱۸۰ تن از آن‌ها فقط از سال ۱۳۶۹ تا ۱۳۷۷ ترور و کشته شده‌اند. قربانیانی که پروندهٔ قتل ایشان توسط دادگاه‌های ایران پیگیری شد و بعضاً به صدور حکم علیه مقامات وزارت اطلاعات انجامید:

«درگذشت بکتاش آبتین [بر اثر تأخیر در درمان]، ادامه قتل‌های زنجیره‌ای (دگراندیشان) توسط حکومت [جمهوری اسلامی] ایران است». (بیانیهٔ کانون نویسندگان ایران).

| ردیف | پرتره        | نام                                          | تاریخ قتل       |
| ---- | ------------ | -------------------------------------------- | --------------- |
| ۱    |              | مظفر بقایی                                   | ۲۷ آبان ۱۳۶۶    |
| ۲    |              | کاظم سامی                                    | ۲ آذر ۱۳۶۷      |
| ۳    |              | عبدالرحمان قاسملو                            | ۲۲ تیر ۱۳۶۸     |
| ۴    |              | حسین سودمند                                  | ۲۲ آذر ۱۳۶۹     |
| ۵    |              | هایک هوسپیان‌مهر                              | ۳۰ دی ۱۳۷۲      |
| ۶    |              | احمد میرعلایی                                | ۲ آبان ۱۳۷۴     |
| ۷    |              | طاطاوس میکائیلیان                            | ۱۱ تیر۱۳۷۳      |
| ۸    |              | علی‌اکبر سعیدی سیرجانی                        | ۶ آذر ۱۳۷۳      |
| ۹    |              | سیامک سنجری                                  | ۱۳ آبان ۱۳۷۵    |
| ۱۰   |              | غفار حسینی                                   | ۲۰ آبان ۱۳۷۵    |
| ۱۱   |              | احمد تفضلی                                   | ۲۴ دی ۱۳۷۵      |
| ۱۲   |              | رضا مظلومان («کوروش آریامنش»)                | ۷ خرداد ۱۳۷۵    |
| ۱۳   | فاقد رخ‌نگاره | فاطمه قائم‌مقامی                              | دی ۱۳۷۶         |
| ۱۴   | فاقد رخ‌نگاره | معصومه مصدق                                  | ۴ اردیبهشت ۱۳۷۷ |
| ۱۵   |              | پیروز دوانی                                  | ۳ شهریور ۱۳۷۷   |
| ۱۶   |              | حمید حاجی‌زاده                                | ۳۱ شهریور ۱۳۷۷  |
| ۱۷   |              | کارون حاجی‌زاده (فرزند ۹ ساله حمید حاجی زاده) | ۳۱ شهریور ۱۳۷۷  |
| ۱۸   |              | داریوش فروهر                                 | ۱ آذر ۱۳۷۷      |
| ۱۹   |              | پروانه اسکندری                               | ۱ آذر ۱۳۷۷      |
| ۲۰   |              | محمدجعفر پوینده                              | ۱۸ آذر ۱۳۷۷     |
| ۲۱   |              | محمد مختاری                                  | ۲۲ آذر ۱۳۷۷     |

در فهرست قربانیان می‌بایست کشته‌شدگان ترور میکونوس که پرونده آن در دادگاه‌های آلمان پیگیری و به صدور حکم علیه مقامات وقت ایران انجامید را هم افزود:
- صادق شرفکندی[۱۲۰]
- فتاح عبدلی
- همایون اردلان
- نوری دهکردی[۱۲۱]

همچنین ادعا شده که افراد دیگری نیز از قربانیان قتل‌های زنجیره‌ای بوده‌اند که در فهرست زیر به ترتیب تاریخ قتل‌ها گردآوری شده‌اند:
- سید محمود طالقانی[۱۲۲][۱۲۳] (۱۹ شهریور ۱۳۵۸)
- علی‌مراد داوودی[۱۲۴] (۲۰ آبان ۱۳۵۸)
- شهریار شفیق (نوه رضاشاه) (۱۶ آذر ۱۳۵۸)
- علی‌اکبر طباطبایی (۳۱ تیر ۱۳۵۹)
- غلامعلی اویسی و برادرش غلامحسین اویسی (۱۸ بهمن ۱۳۶۲)
- علی‌اکبر محمدی؛ بازیکن فوتبال و خلبان؛ تاریخ ترور: ۲۶ دی ۱۳۶۵، آلمان؛[۱۱۳][۱۲۵]
- سید ابراهیم بیضایی[نیازمند منبع] (تابستان ۱۳۶۶)
- مظفر بقائی[۱۲۶] (۲۷ آبان ۱۳۶۶)
- حمیدرضا چیتگر («حمید بهمنی»)؛ عضو بلندپایه حزب کارگر ایران؛ تاریخ و جای ترور: ۲۱ تیر ۱۳۶۶، اتریش؛[۱۱۳][۱۲۷]
- کاظم سامی[۱۲۸] (۲ آذر ۱۳۶۷)
- عطاالله بای‌احمدی؛ یکی از اعضای ارشد سازمان «درفش کاویانی»؛ تاریخ و جای ترور: ۱۴ خرداد ۱۳۶۸، امارات متحده عربی؛[۱۱۳][۱۲۹]
- عبدالرحمان قاسملو؛ رهبر حزب دموکرات کردستان ایران و عبدالله قادری‌آذر؛ تاریخ و جای ترور: ۲۲ تیر ۱۳۶۸، اتریش[۱۲۰]
- ناصر سبحانی؛ رهبر و از بنیان‌گذارانِ اخوان‌المسلمین ایران؛ تاریخ اعدام: ۲۸ اسفند ۱۳۶۸[۱۳۰]
- کاظم رجوی؛ تاریخ و جای ترور: ۱۴ اردیبهشت ۱۳۶۹، سوئیس؛[۱۱۳][۱۳۱]
- سیروس الهی؛ یکی دیگر از اعضای ارشد سازمان درفش کاویانی؛ تاریخ و جای ترور: ۱ آبان ۱۳۶۹، فرانسه؛[۱۱۳][۱۳۲]
- حسین سودمند[۱۳۳] (۱۲ آذر ۱۳۶۹)
- سید خسرو بشارتی[نیازمند منبع] (۱۳۶۹)
- عبدالرحمان برومند؛ کنشگر سیاسی؛ تاریخ و جای ترور: ۲۹ فروردین ۱۳۷۰، فرانسه؛[۱۱۳][۱۳۴][۱۳۵]
- شاپور بختیار؛[۱۱۳][۱۳۶] دبیرکل پیشین حزب ایران، عضو سابق جبهه ملی ایران، بنیان‌گذار نهضت مقاومت ملی ایران و آخرین نخست‌وزیر ایران در دوره پهلوی؛ تاریخ و جای ترور: ۱۵ مرداد ۱۳۷۰، فرانسه؛ به همراه سروش کتیبه
- محمد تقی فلاح تفتی، همسرش منیژه زرسازگار و دو فرزند آنها (خرداد ۱۳۷۱)[۱۳۷]
- فریدون فرخزاد (۶ مرداد ۱۳۷۱)[۱۳۸]
- عباس قلی‌زاده؛ یکی دیگر از اعضای بلندپایه سازمان درفش کاویانی؛ تاریخ و جای ترور: ۵ دی ۱۳۷۱، ترکیه؛[۱۱۳][۱۳۹]
- شمس‌الدین امیرعلائی (۱۳۷۳)
- ۲۶ نفر کشته و بیش از ۳۰۰ نفر زخمی در بمب‌گذاری در حرم امام رضا[۱۴۰] (۳۰ خرداد ۱۳۷۳)
- مهدی دیباج[۱۴۱] (۱۳ تیر ۱۳۷۳)
- حسین شاه جمالی[نیازمند منبع] (مرداد ۱۳۷۳)
- علی‌اکبر سعیدی سیرجانی[۱۴۲] (۶ آذر ۱۳۷۳)
- حسین برازنده[۱۴۳] (۱۴ دی ۱۳۷۳)
- سید احمد خمینی (۲۵ اسفند ۱۳۷۳)
- زهره ایزدی[نیازمند منبع] (۱۳۷۳)
- حسین سرشار[۱۴۴] (۲۰ فروردین ۱۳۷۴)
- محمد باقر یوسفی ملقب به روانبخش[نیازمند منبع] (مهر ۱۳۷۴)
- احمد میرعلائی[۱۲۰] (۲ آبان ۱۳۷۴)
- فاروق فرساد[۱۴۵][۱۴۶] (۲۷ بهمن ۱۳۷۴)
- احمد میرین صیاد[نیازمند منبع] (بهمن ۱۳۷۴)
- عبدالمالک ملازاده و مولوی عبدالناصر جمشیدزهی (۱۴ اسفند ۱۳۷۴)
- فخرالسادات برقعی (۱۶ اسفند ۱۳۷۴)
- حسین شریفی[نیازمند منبع] (۲۶ فروردین ۱۳۷۵)
- رضا مظلومان (کوروش آریامنش)[۱۴۷][۱۴۸] (۷ خرداد ۱۳۷۵)
- ماجرای اتوبوس ارمنستان (عملیات ناموفق - ۱۶ مرداد ۱۳۷۵)
- فرزین مقصودلو و خواهرزاده اش شبنم حسینی[۱۴۹] (۱ آبان ۱۳۷۵)
- سیامک سنجری[۱۵۰] (۱۳ آبان ۱۳۷۵)
- غفار حسینی (۲۰ آبان ۱۳۷۵)
- ملامحمد ربیعی، مشهور به ماموستا ربیعی (۱۱ آذر ۱۳۷۵)
- احمد تفضلی[۱۵۱] (۲۴ دی ۱۳۷۵)
- منوچهر صانعی و همسرش فیروزه کلانتری[۱۵۲] (۲۸ بهمن ۱۳۷۵)
- ابراهیم زال‌زاده (۵ اسفند ۱۳۷۵)
- مجتبی مهراسبی[نیازمند منبع] (۲۵ اسفند ۱۳۷۵)
- عبدالعزیز بجد[نیازمند منبع] (۱۳۷۵)
- زندانیان سیاسی آزاد شده در مشهد از جمله: جواد صفار، زهرا افتخاری، مرتضی علیان نجف‌آبادی، جلال مبین زاده، امیر غفوری، سید محمود میدانی (۱۳۷۵)
- مریم متقی[نیازمند منبع] (۲۵ فروردین ۱۳۷۷)
- پیروز دوانی[۱۵۳][۱۵۴][۱۵۵] (۱۳۷۷)
- رستمی همدانیان[نیازمند منبع] (شهریور ۱۳۷۷)
- مجید شریف[۱۵۳] (۸ آبان ۱۳۷۷)
- جمشید پرتوی (۱۰ دی ۱۳۷۷)
- پرویز خاکسار[نیازمند منبع] (۲۳ دی ۱۳۷۷)
- جواد امامی و همسرش سونیا آل‌یاسین[نیازمند منبع] (۲۵ دی ۱۳۷۷)
- کریم جلی و همسرش فاطمه امامی[نیازمند منبع] (۲۶ دی ۱۳۷۷)
- محمد تقی زهتابی[نیازمند منبع] (دی ۱۳۷۷)
- محمد ضیایی[نیازمند منبع] (دی ۱۳۷۷)
- فلاح یزدی[نیازمند منبع] (زمستان ۱۳۷۷)
- سعید قیدی (۱۳۷۸)
- فیروز نیما[نیازمند منبع] (فروردین ۱۳۷۸)
- عزت‌الله ابراهیم‌نژاد، فرشته علیزاده، تامی حامی‌فر و سعید زینالی در حمله به کوی دانشگاه تهران (۱۸–۲۳ تیر ۱۳۷۸)
- حامد مسیحا[نیازمند منبع] (۲۵ شهریور ۱۳۷۸)
- حسین فتاح‌پور[نیازمند منبع] (آبان ۱۳۷۸)
- مهدی خانی‌پور[نیازمند منبع] (۳۰ دی ۱۳۷۸)
- رضا ضیایی‌نیا[نیازمند منبع] (۴ بهمن ۱۳۷۸)
- هادی تقی‌زاده[نیازمند منبع] (۴ بهمن ۱۳۷۸)
- قاسم شفیعی[نیازمند منبع] (بهمن ۱۳۷۸)
- فریدون فروهری[نیازمند منبع] (اسفند ۱۳۷۸)
- پروفسور نوری[نیازمند منبع] (زمستان ۱۳۷۸)
- شمس الدین کیانی[نیازمند منبع] (فروردین ۱۳۷۹)
- رحمت‌الله پاداشی[نیازمند منبع] (۲۶ مهر ۱۳۷۹)
- افشین شعبانیان[نیازمند منبع] (۲۲ دی ۱۳۸۰)
- زهرا کاظمی (۲۰ تیر ۱۳۸۲)
- بهروز رحیمی (ریبین) (۲۴ تیر ۱۴۰۰)[۱۵۶]
- زهرا بنی‌یعقوب[۱۵۷] (۲۰ مهر ۱۳۸۶)
- برخی افراد سپاه پاسداران انقلاب اسلامی که مخالفان جنگ ایران و عراق بودند یا سپاهی‌ها و روحانیون و طلبه‌هایی که طرفدار حسینعلی منتظری بودند (از اواخر سال ۱۳۶۶)[۱۵۸]
- کشتار برخی از سنی‌ها، بهائیان، نوکیشان مسیحی و خداناباوران.